# Achryson immaculipenne
Achryson immaculipenne là một loài bọ cánh cứng trong họ Cerambycidae.